# Glion
Glion este un sat din comuna Montreux, cantonul Vaud, Elveția.
Se află în apropierea lacului Geneva, la 700 de metri deasupra nivelului mării.
Poziția foarte favorabilă al acestui sat (în apropierea orașului Montreux) l-a transformat într-un centru de turism al secolului al XIX-lea. Mai târziu, mari hotele și noi dezvoltări imobiliare au schimbat fața locului și i-au dat o nouă identitate.
Este cunoscut în lumea întreagă pentru școala sa hotelieră de studii superioare. Institutul de studii superioare din Glion este o școală hotelieră aparținând grupului internațional Laureate. A fost deschisă în 1962.
Prima conferință a Glion Colloquium, un think tank al studiilor superioare, a fost ținută în Glion.
Acest loc este cel unde a murit Henri Nestlé de un atac de cord în 1890.